# Vals judasoor
Het vals judasoor (Schizophyllum amplum) is een schimmel behorend tot de familie Schizophyllaceae. Hij komt voor in bossen, struikgewas en bermen. Hij leeft saprotroof, met name op dode maar nog ietwat jonge takken en twijgen van allerlei loofbomen, met een sterke voorkeur voor populier. Vruchtlichamen vormen zich meestal in groepjes op de schors van bomen, vooral tijdens langdurige periodes van nat weer. Het produceert vruchtlichamen van april tot oktober en van januari tot maart.

## Taxonomie
Het soort werd voor het eerst wetenschappelijk beschreven door Joseph-Henri Léveillé in 1848 en noemde het Cyphella ampla. De huidige naam, erkend door Index Fungorum, werd eraan gegeven door Karen K. Nakasone in 1996.

## Kenmerken

### Uiterlijke kenmerken
De vruhctlichamen zijn aanvankelijk bijna bolvormig, daarna komvormig, op oudere leeftijd bijna uitgespreid. De diameter is 0,5–1,5(2) cm. De steel afwezig. De rand is meestal duidelijk naar binnen gekeerd. De bovenzijde is okervormig, wittig bij gedroogde vruchtlichamen. De onderkant van hymenium is lichtbruin, leemachtig, roodbruin of chocoladebruin van kleur, glad, licht stoffig en golvend. Het vruchtvlees is erg dun, leerachtig, zonder duidelijke geur en smaak.

### Microscopische kenmerken
De sporenprint is wit of iets crème. De sporen zijn cillindrisch, licht gebogen, glad, kleurloos en meten 7–9 × 2–3 µm.

## Verspreiding
Het vals judasoor komt voor in Europa, Noord-Amerika, Azië, Australië en Nieuw-Zeeland. In Nederland komt hij algemeen voor. Hij staat op de rode lijst en is niet bedreigd.